# Mihailo Ristić
Mihailo Ristić (Bijeljina, 31 de outubro de 1995) é um futebolista profissional sérvio que atua como lateral-esquerdo. Atualmente joga pelo Celta de Vigo.

## Carreira

### Estrela Vermelha
Natural de Bijeljina, no início da sua carreira juvenil, Ristić jogou em clubes bósnios como Partizan Donja Trnova e Rudar Ugljevik. Após ser detetado por um olheiro, juntou-se à formação do Estrela Vermelha de Belgrado, no início de 2013.
Mihailo tornou-se rapidamente um dos melhores jogadores das camadas jovens do clube sérvio, pelo que o treinador da equipa principal, Ricardo Sá Pinto, o convocou para o último jogo do campeonato da temporada 2012–13, frente ao Vojvodina. No entanto, Ristić não entrou em campo, permanecendo no banco de suplentes. Em julho de 2014, o jovem assinou o seu primeiro contrato profissional pelo Estrela Vermelha.
A 9 de agosto de 2014, Ristić fez a sua estreia profissional, na Super Liga Sérvia, às ordens do treinador Nenad Lalatović; substituiu Vukan Savićević aos 82 minutos de uma vitória por 2–0 sobre o Radnički Niš. Durante a temporada, Mihailo jogou maioritariamente a médio-defensivo.
Quando Miodrag Božović se tornou treinador do Estrela Vermelha, Ristić começou a temporada 2015–16 como suplente. Em campo, jogava normalmente a médio-centro ou extremo-esquerdo e, menos frequentemente, a lateral-esquerdo.
Na temporada 2016–17, Mihailo começou a usar a camisola 73 do clube (tendo previamente vestido os números 24 e 36) e passou a jogar maioritariamente como lateral-esquerdo. Após Luis Ibáñez sair do clube, Ristić tornou-se o lateral-esquerdo titular da equipa. Na 3ª jornada da Super Liga Sérvia 2016–17, fez 2 assistências frente ao Mladost Lučani.
A 14 de setembro de 2016, Ristić renovou contrato com o Estrela Vermelha até ao verão de 2020.

### Krasnodar

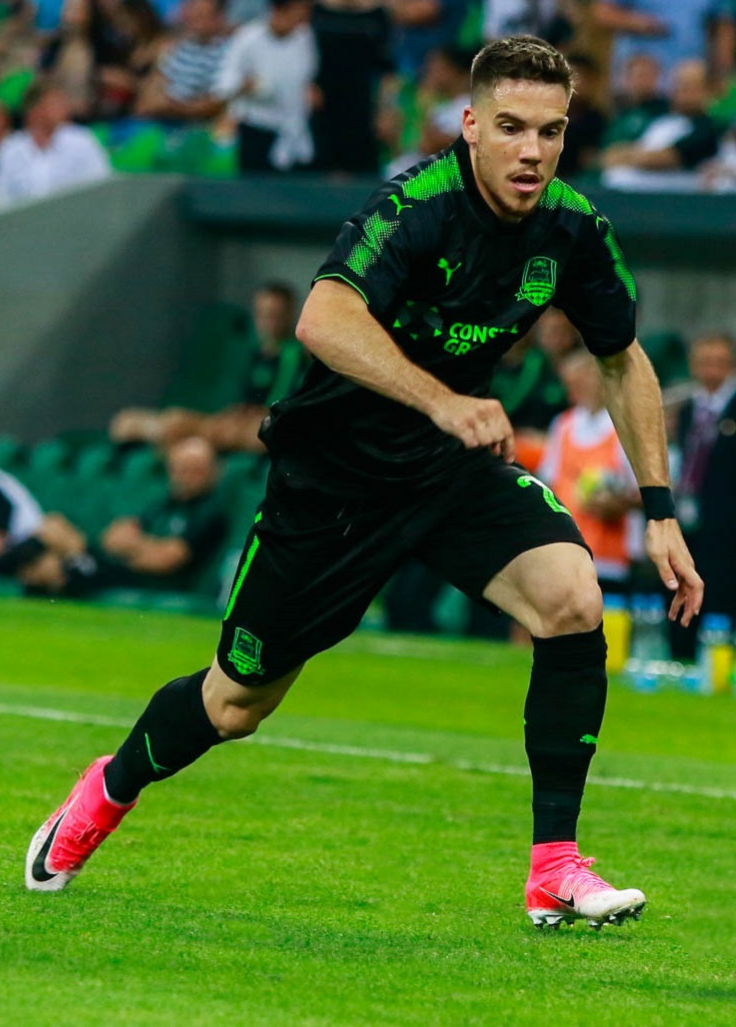
Ristić a jogar pelo Krasnodar, 2017

A 30 de junho de 2017, Ristić assinou um contrato de 5 anos com o Krasnodar, clube da Premier League Russa, num negócio avaliado em 2 milhões de euros; além disso, o Estrela Vermelha garantiu 20% de uma transferência futura do lateral. A 27 de julho, Mihailo fez a sua estreia pelo novo clube, numa vitória caseira por 2–1 sobre o Lyngby, na 1ª mão da 3ª pré-eliminatória de acesso à Liga Europa.
A 17 de agosto, na 1ª mão do play-off de acesso à Liga Europa, Ristić marcou ao seu ex-clube, Estrela Vermelha, através de um remate de longa distância que embateu na trave antes de entrar na baliza. No entanto, tanto o árbitro como o fiscal de linha consideraram (erradamente) que a bola não tinha ultrapassado a linha de golo, pelo que o tento não foi validado. O Krasnodar acabou por vencer por 3–2.

#### Empréstimo ao Sparta Praga
A 2 de fevereiro de 2018, Ristić transferiu-se para o clube checo Sparta Praga por empréstimo de 1 ano, com opção de compra.

### Montpellier
A 12 de janeiro de 2019, Ristić assinou pelo clube francês Montpellier, num negócio avaliado em 600 mil euros.

### Benfica
A 26 de maio de 2022, Ristić assinou a custo zero pelo SL Benfica, da Primeira Liga. A 27 de agosto, fez a sua estreia pelas Águias, substituindo Alejandro Grimaldo aos 91 minutos de uma vitória por 3–0 em casa do Boavista, no campeonato. A 6 de novembro, marcou o seu primeiro golo pelo clube, fechando uma goleada por 5–1 sobre o Estoril.

## Carreira Internacional
Entre 2013 e 2014, Ristić representou os Sub-19 da Sérvia, onde jogou ocasionalmente como lateral-esquerdo.
Em 2015, o selecionador Veljko Paunović convocou-o para a Seleção Sub-20, para o Mundial Sub-20 de 2015; no entanto, Mihailo falhou o torneio por ter sido submetido a uma amigdalectomia.
Em dezembro de 2015, o selecionador Milan Rastavac convocou-o para a Seleção Sub-23 da Sérvia, para um amigável frente ao Qatar.
Em março de 2016, fez a sua estreia pela Seleção Sub-21 da Sérvia, numa vitória por 4–0 sobre Andorra.
Em setembro de 2016, Ristić foi pela primeira vez convocado para a Seleção principal da Sérvia, pelo selecionador Slavoljub Muslin. Fez a sua estreia internacional a 29 de setembro, numa derrota por 3–0 num amigável frente ao Qatar.

## Estatísticas de Carreira

### Clube
- Atualizado até 21 de maio de 2023[31]

| Clube               | Temporada         | Campeonato        | Campeonato | Campeonato | Taça  | Taça  | Competições Europeias | Competições Europeias | Outros | Outros | Total | Total |
| Clube               | Temporada         | Liga              | Jogos      | Golos      | Jogos | Golos | Jogos                 | Golos                 | Jogos  | Golos  | Jogos | Golos |
| ------------------- | ----------------- | ----------------- | ---------- | ---------- | ----- | ----- | --------------------- | --------------------- | ------ | ------ | ----- | ----- |
| Estrela Vermelha    | 2013–14           | SuperLiga         | 0          | 0          | 0     | 0     | 0                     | 0                     | —      | —      | 0     | 0     |
| Estrela Vermelha    | 2014–15           | SuperLiga         | 23         | 2          | 2     | 0     | —                     | —                     | —      | —      | 25    | 2     |
| Estrela Vermelha    | 2015–16           | SuperLiga         | 29         | 2          | 2     | 0     | 1                     | 0                     | —      | —      | 32    | 2     |
| Estrela Vermelha    | 2016–17           | SuperLiga         | 26         | 3          | 5     | 0     | 3                     | 0                     | —      | —      | 34    | 3     |
| Estrela Vermelha    | Total             | Total             | 78         | 7          | 9     | 0     | 4                     | 0                     | —      | —      | 91    | 7     |
| Krasnodar           | 2017–18           | Premier Liga      | 4          | 0          | 1     | 0     | 3                     | 0                     | —      | —      | 8     | 0     |
| Sparta Praga (emp.) | 2017–18           | Fortuna Liga      | 2          | 0          | 0     | 0     | 0                     | 0                     | —      | —      | 2     | 0     |
| Sparta Praga (emp.) | 2018–19           | Fortuna Liga      | 1          | 0          | 0     | 0     | 1                     | 0                     | —      | —      | 2     | 0     |
| Sparta Praga (emp.) | Total             | Total             | 3          | 0          | 0     | 0     | 1                     | 0                     | —      | —      | 4     | 0     |
| Montpellier         | 2018–19           | Ligue 1           | 10         | 1          | 0     | 0     | —                     | —                     | 0      | 0      | 10    | 1     |
| Montpellier         | 2019–20           | Ligue 1           | 18         | 0          | 1     | 0     | —                     | —                     | 2      | 0      | 21    | 0     |
| Montpellier         | 2020–21           | Ligue 1           | 34         | 0          | 3     | 0     | —                     | —                     | —      | —      | 37    | 0     |
| Montpellier         | 2021–22           | Ligue 1           | 29         | 1          | 2     | 1     | —                     | —                     | —      | —      | 31    | 2     |
| Montpellier         | Total             | Total             | 91         | 2          | 6     | 1     | —                     | —                     | 2      | 0      | 99    | 3     |
| Benfica             | 2022–23           | Primeira Liga     | 7          | 1          | 2     | 0     | 0                     | 0                     | 1      | 0      | 10    | 1     |
| Total de Carreira   | Total de Carreira | Total de Carreira | 183        | 10         | 18    | 1     | 8                     | 0                     | 3      | 0      | 212   | 11    |

1. ↑  Jogos na Coupe de la Ligue
2. ↑  Jogos na Taça da Liga

### Internacional
- Atualizado até 5 de junho de 2022[32]

| Seleção | Ano   | Jogos | Golos |
| ------- | ----- | ----- | ----- |
| Sérvia  | 2016  | 1     | 0     |
| Sérvia  | 2017  | 0     | 0     |
| Sérvia  | 2018  | 0     | 0     |
| Sérvia  | 2019  | 0     | 0     |
| Sérvia  | 2020  | 4     | 0     |
| Sérvia  | 2021  | 2     | 0     |
| Sérvia  | 2022  | 2     | 0     |
| Total   | Total | 9     | 0     |

## Títulos
Estrela Vermelha
- Super Liga Sérvia: 2013–14, 2015–16
- Vice-campeão da Taça da Sérvia: 2016–17[33]

Benfica
- Primeira Liga: 2022–23[34]
- Supertaça Cândido de Oliveira: 2023